# Мицкевич, Денис
Денис Николаевич Мицкевич (родился 10 марта 1929, Балдоне, Латвийская республика) — один из основателей Йельского русского хора (1953), почётный профессор Университета Дьюка. В 2009 году, в свой 80-летний юбилей, Денис был награждён Festschrift в знак признательности за свои заслуги.

## Биография
Денис Мицкевич родился в русской семье в Латвии. Будучи сам музыкально одаренным ребёнком и из семьи с богатой музыкальной культурой, он с раннего детства слышал музыку и выступал. Когда ему было восемь, он играл на концертной гитаре; в десять лет начал учиться игре на фортепиано. Пел в детском хоре при кафедральном соборе в Риге.
Во время Второй мировой войны Мицкевич начал свой долгий путь на Запад, поселившись сначала в оккупированной немцами Польше, а затем, ближе к концу войны, добравшись до Зальцбурга, Австрия. Как и многие перемещенные лица после войны, он и его семья жили в лагере. Они занимались музыкой с казаками, югославами и поляками. Мицкевич возобновил занятия музыкой в Зальцбурге, поступил в гимназию Моцартеум и окончил её. Служил помощником регента православной архиепископской церкви в Зальцбурге. Чтобы прокормить себя, он играл венскую музыку, джаз и цыганскую музыку в различных группах.
В 1952 году Мицкевич с семьей переехали в США. В следующем году он поступает в Йельскую музыкальную школу.
Йельский русский хор, основанный в 1953 году Мицкевичем и Джорджем Литтоном, начинался как небольшая группа студентов, изучающих русский язык. Со временем хор освоил широкий репертуар народной, литургической и классической музыки в аранжировке или транскрипции Мицкевича. В 1958 году с участниками симфонического оркестра Нью-Хейвена они исполнили концертную версию оперы Михаила Глинки «Жизнь за царя». К 1962 году хор получил международное признание в концертных залах Европы и Америки. Все более и более обширный репертуар и растущее мастерство сделали возможным выступления коллектива в зале Плейель в Париже, в Карнеги-холле в Нью-Йорке, Вигмор-холле в Лондоне и на многих других площадках в Великобритании, Франции, Германии, Швейцарии, Люксембурга и Испании. Когда в 1962 году хор победил 60 певческих коллективов и завоевал первый приз на Международном хоровом фестивале Radiodiffusion France, его международный статус был обеспечен. Вскоре после этого Филипс пригласил Мицкевича и его коллектив на запись в Париж.
Мицкевич определил для хора оригинальную и культурно-смелую роль. Советский Союз враждебно относился к большей части русского культурного прошлого, включая литургические и дореволюционные песни. Чтобы помочь сохранить и возродить эту культуру, Мицкевич и его хор отправились в СССР, чтобы представить свой русский репертуар непосредственно советским гражданам. Поющие на площадях и улицах, они были провозглашены эффективными послами культуры в период серьёзной политической напряженности.
Мицкевич получил степень бакалавра музыки и доктора философии в Йельском университете по славянским языкам и письменности. В своей академической карьере в области русского языка и сравнительной литературы, он преподавал в Коннектикутском колледже, Мичиганском государственном университете, Университете Эмори и в Университете Дьюка, исполняя обязанности заведующего кафедрой как в Эмори, так и в Дьюке.